# Charles-Philippe Larivière

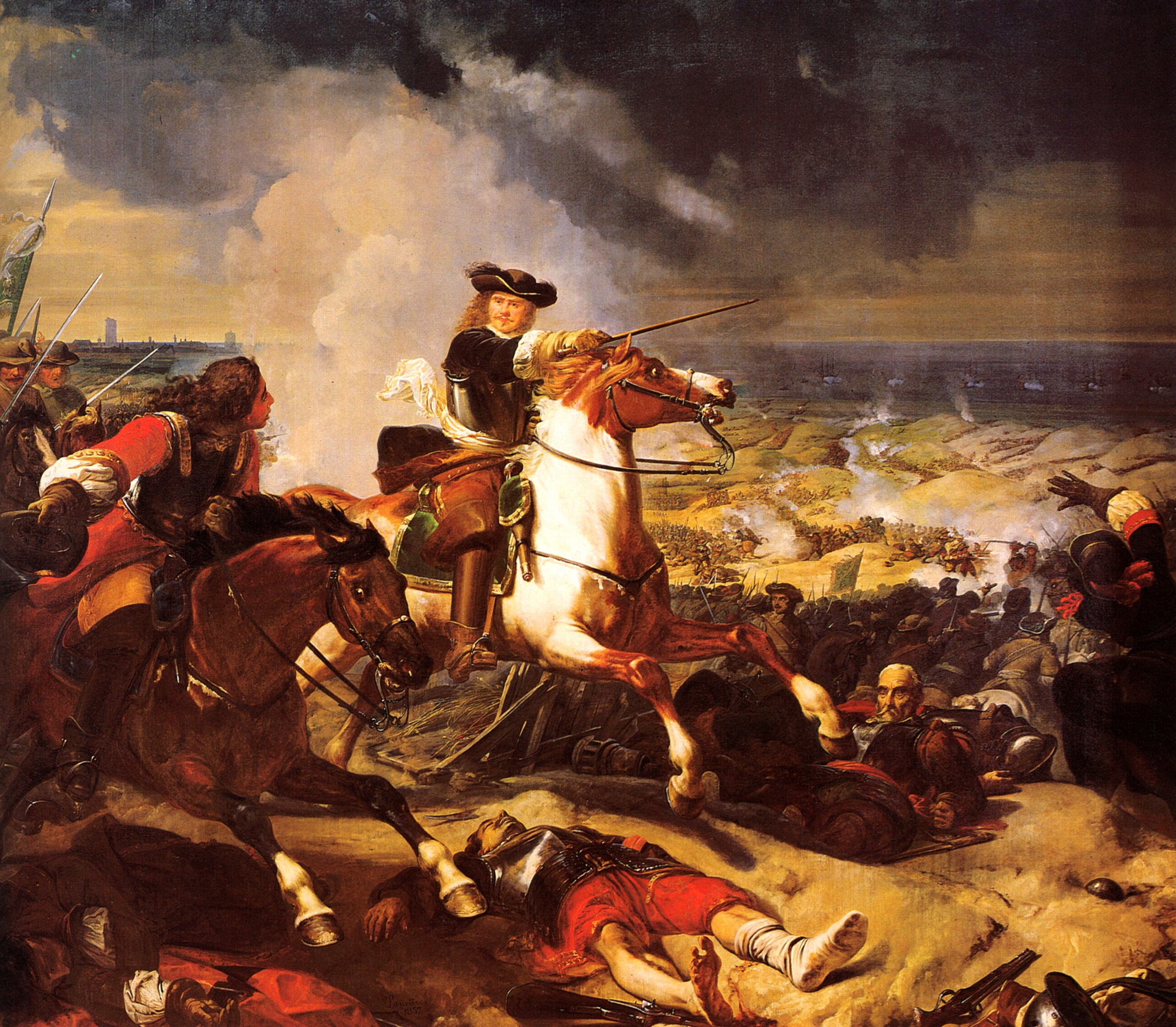
Batalla de las Dunas, de Charles Philippe Larivière, Galerie des batailles, castillo de Versalles.

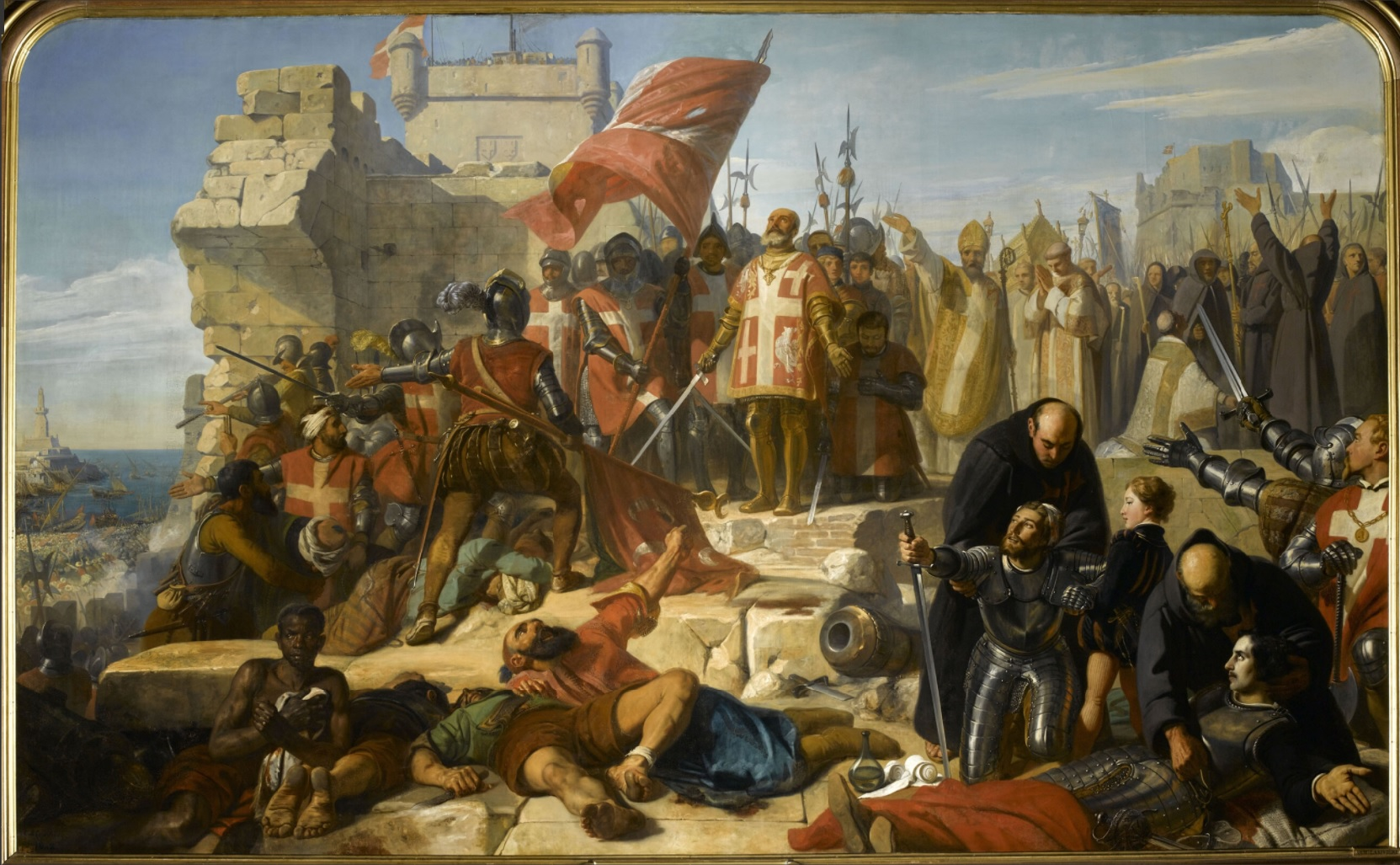
Levantamiento del Sitio de Malta, de Charles-Philippe Larivière (1798–1876). Salle des Croisades, Versalles.

Charles-Philippe Larivière (París, 28 de septiembre de 1798 - París, 29 de febrero de 1876) fue un pintor y litógrafo académico francés.

## Biografía
Alumno talentoso de Paulin Guérin, Girodet-Trioson y Antoine-Jean Gros, fue admitido en la Escuela de Bellas Artes en 1813 y ganó el segundo premio en el Premio de Roma en 1819 y luego una Médaille d'encouragement en 1820. En 1824, ganó el primer premio del Premio de Roma con un cuadro sobre La muerte de Alcibíades, lo que le permitió permanecer en Roma, en la Villa Medici, de 1824 a 1830.
Receptivo a la sensibilidad romántica, pero formado en el clasicismo, se convirtió en un artista oficial especializado en pinturas históricas de acontecimientos públicos y batallas del Antiguo Régimen (como la Batalla de las Dunas) y del Medievo (como Montgisard y Castillon), aunque también hizo retratos de personajes públicos y obras religiosas. Expuso por primera vez en el Salón de París en 1827 y ganó una medalla en 1831 y 1855. Recibió importantes encargos públicos (como 3 de las pinturas de la Galerie des batailles del castillo de Versalles) y recibió la Legión de Honor en 1836. También fue reconocido con la Nichan Iftikhar, orden de honor de Túnez.
Entre los retratos de personajes históricos que aportó a la colección de pinturas del Museo de Historia de Francia en Versalles, están los de los mariscales Rochambeau, Bugeaud y Saint-Arnaud. Su retrato de pie del general Dode de La Brunerie colgaba de la escalera de honor del Pavillon du Roi, en el castillo de Vincennes .
También decoró una capilla dedicada a San Eustaquio y, como Ingres, realizó patrones para los vitrales de la Chapelle Royale de Dreux. A su muerte, su familia entregó al museo de Picardía lo que quedaba en su estudio. El último cuadro de Larivière que ingresó a una colección pública francesa fue Le Tasse convalescent au couvent de Saint-Onufre, adquirido en 2001 por el Museo de Grenoble .

## Familia
Charles-Philippe Larivière era nieto del pintor Charles Lepeintre y tío político del pintor Albert Maignan .
Su hermano, Louis-Eugène Larivière (c1801-1823), también fue pintor. Albert Maignan dejó en el Louvre una pintura de Louis-Eugene en la que retrababa a Eugénie-Paméla Larivière (c.1804-1824), hermana de Charles-Philippe y Louis-Eugène.